# Fengli
Le Fengli (風狸 ; 風貍 ; « chat-léopard du vent » ; « viverrin du vent »), est un mammifère volant légendaire transmis dans la littérature chinoise, dont les descriptions issues de diverses sources ont été compilées dans l'encyclopédie Taiping Yulan au Xe siècle, ainsi que le Bencao gangmu au XVIe siècle. Il apparaît au Japon au cours de la période d’Édo, dans des ouvrages encyclopédiques comme le wakan sansai zue où elle est désignée sous les noms de  fūri et kazetanuki.

## Dénominations
La dénomination traditionnelle utilisée pour désigner la créature (风狸; 風貍), se compose des caractères 風 ; 风 fēng ; « le vent », ainsi que du caractère 貍 ; 狸 ; lí, un caractère désignant un animal carnivore d’une taille relativement modeste avec un corps allongé et une longue queue. En chine, il désignait notamment diverses espèces de féliformes comme des viverridés, mais surtout le chat-léopard. Ce terme pourrait littéralement se traduire par « viverrin du vent » ou plus précisément ; « chat-léopard du vent ». Cette dénomination a été utilisée pour décrire la créature dans le Bencao Gangmu ainsi que les encyclopédie qui suivent. L'article sur le fengli étant initialement une sous-section de l'article précédent sur le caractère lí ; 貍,.
Le terme fengli, écrit dans ces caractères, trouve son origine dans le Yuheng zhi (桂海虞衡志 ; "Traités du Surveillant et Gardien de la mer à la cannelle"). Dans les sources anglophones, la créature est notamment traduite par le terme générique de wind cat ("chat du vent").

### Autres dénominations
Le fengli possède de nombreuses dénominations de part et d’autre de son aire de répartition originelle, où à certains moments, ils étaient considérés comme des espèces animales totalement différentes jusqu’à la publication du bencao gangmu.
Avec le caractère chinois 風 ; 风 fēng, l’animal a été associé à d’autres caractères :
- Le caractère mǔ ; 母 désignant la figure maternelle, ce qui donne le terme de fengmu (风母 ; 風母, 猦𤝕 ; fēng mǔ). Une combinaison pouvant littéralement et simplement se traduire par :  "mère du vent"[7],[8]. qui est utilisé comme dénomination alternative dès l'encyclopédieTaiping yulan[9].Cette dénomination peut être attribué au Nanzhou yiwu zhi (南州异物志 ; ~異物志 ;  "Archives des objets extraordinaires de Nanzhou", mal cité comme le Guangzhou yiwu zhi ; (广州~ ; 廣州~)[10].
- Une autre dénomination existe, avec deux caractères associés : sheng ; 生 ; « la vie ; la naissance », ainsi que shòu ; 獣 ; 兽 ; « la bête ». Ce sui donne le terme de fengshengshou (風生獸 ; fēng shēng shòu), ce qui pourrait donnée dans ce contexte "bête née du vent". Cette dénomination est mentionnée dans le Shizhou ji (海内十洲記, "Chroniques des dix îles dans la mer")[11],[12], ainsi que dans le Baopuzi[13].

Un compte rendu compilé du fengli est donné dans le Bencao gangmu (1596), dans la section "Deuxième volume sur les quadrupèdes", mais certains noms d'alias et titres d'ouvrages y sont mal cités, puisant dans des sources telles que l'entrée "fengmu" de l'encyclopédie Taiping yulan (c. 980). Un certain nombre d’autres dénominations pour fengli sont donnés dans le Bencao Gangmu, dont des dénominations utilisant plus explicitement la figure du singe :
- Parmi les différentes dénominations évoquée par le Shizhou ji, figure également celle de ces "Archives" utilisant les caractères píng ; 平 « plat ; aplati » et hóu ; 猴, donnent également le terme pinghou ((平猴 ; píng hóu)[8]"singe plat"[14].
- Une autre évoquée dans le recueil encyclopédique  Lingnan yiwu zhi (嶺南異物志, "Archives des objets extraordinaires de Lingnan")[9], dans lequel la créature est désignée avec le caractère 風 ; 风 fēng précité, mais surtout le caractère 猩 ; xīng  qui donne le terme Fengxing (風猩 ; fēng xīng)  parfois maladroitement traduit par « orang-outan du vent », en référence à une autre créature généralement associé à cet animal, utilisant ces caractères : le xing-xing.

Parmi les différentes dénomination du fengli présentées dans le bencao gangmu, y figure le nom de jiqu  (狤𤟎/吉屈; jí qū), dont les caractères jí 吉 ; 狤 et qū 屈 ; 𤟎 ont été traduit par  "celui qui s'incline devant la bonne fortune". Dans l’encyclopédie en question, il reste néanmoins traité dans un chapitre séparé du fengli dans les chapitres 16 et 15 respectivement.
Ayant une forme et une alimentation un peu différence de celle du fengli, certains experts suggèrent qu’il s’agissait en fait d’une espèce distincte.

## Caractéristiques

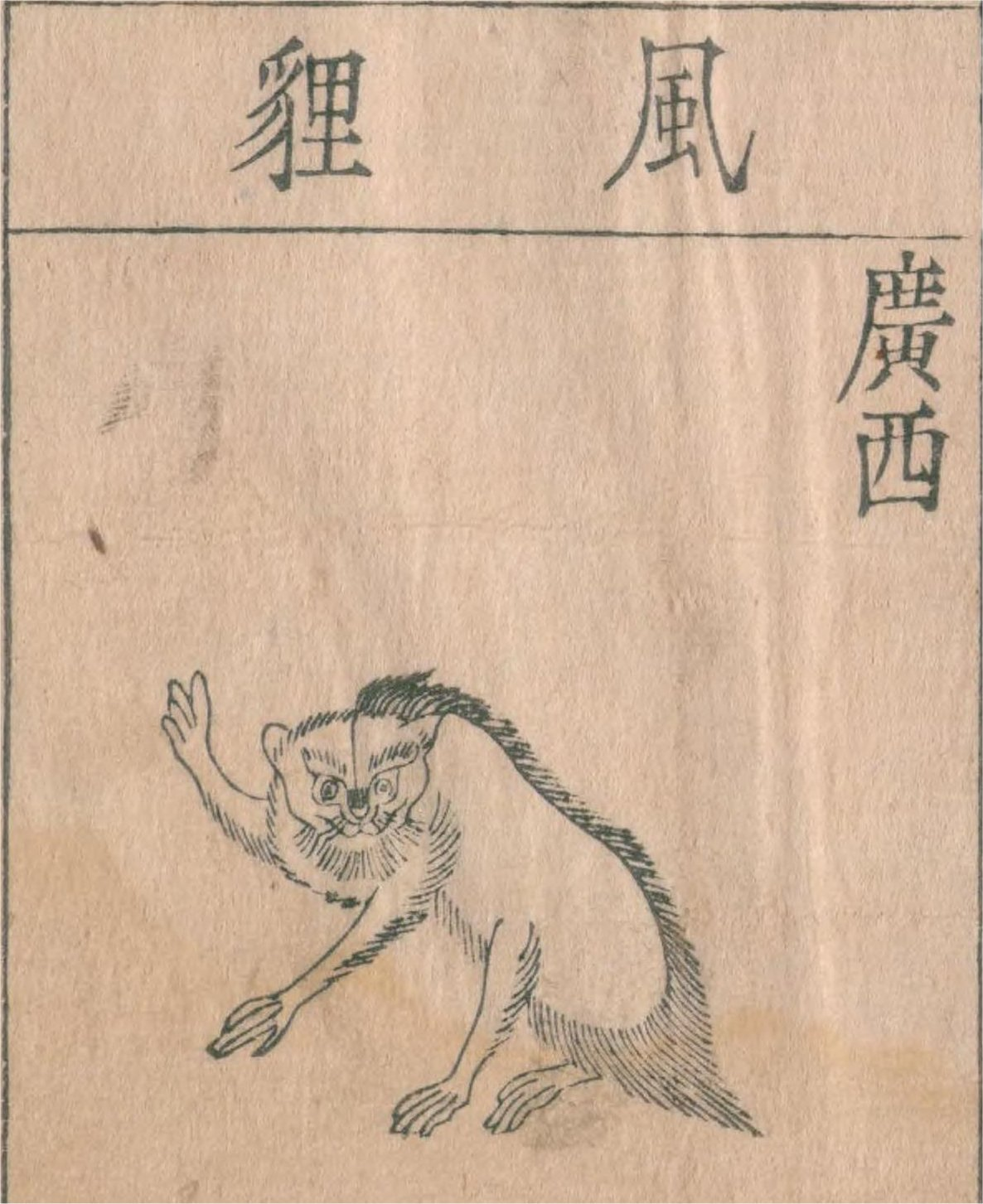
Illustration du fūri dans le Honzō kōmoku, 1653.

### Apparence
Les sources divergent concernant l’apparence réelles de la créature, mais il est globalement admis que cet animal à un style de vie arboricole. Elle est capable de voler ou de planer à travers les arbres ou les rochers escarpés, se nourrissant de fruits ou d’insectes selon les sources.

#### Dimensions
Ses dimensions sont décrites comme celles d’un petit animal carnivore de la taille d’un petit félidé ou bien d’un petit viverridé. Plus précisément, les sources chinoises parlent de cet animal comme ayant à peu près la taille d’une bête désignée par le caractère chinois 貍 ; lí, ici interprété dans ce contexte par le chat-léopard ou à la loutre selon le Bencao gangmu. Le fengshengshou (風生獸), est décrit comme étant de couleur bleu/vert et ressemblant à un léopard, mais de la taille du xing-xing,. D’autres sources parlent d’un animal ayant une apparence le rapprochant carrément de figures simiesques : Dans les sources nommant l’animal sous le nom de fengxing (風猩), il est décrit comme étant apparenté aux singes, mais d’une taille plus petite. Le bencao gangmu mentionne également la bête comme ayant une courte queue, ressemblant à un petit singe avec des yeux rouges, une description le faisant ressembler à un lièvre. Le jiqu, dont un grand individu aurait été décrit, pesait 10 jin (un équivalant chinois de la livre), et ressemblait à une loutre. Il était presque dépourvu de poils, n'ayant aucun poil sur la tête, le corps, ni sur ses membres antérieurs, mais une bande de poils bleue (ou verte) courait de son nez, le long de la colonne vertébrale, jusqu'à sa queue. Cette bande faisait environ 1 cun (environ un pouce) de large, avec des poils individuels mesurant environ 3 à 4 fen (0,3 à 0,4 cun),.

#### Pelage et couleur
La couleur de son pelage à tendance à changer d’une source à l’autre, toutefois, elles ont la particularité commune de décrire l’animal comme ayant un pelage tacheté comme celui d’un léopard. Quant à la couleur précise, même le Bencao gangmu reste évasif à ce sujet : soit "bleu-vert, jaune et noir" ou "jaune-verdâtre entrecoupé de noir", selon les traductions.

##### Décomposition par source
La créature fengshengshou (風生獸) est décrite comme bleue (ou plutôt verte) et semblable à un léopard dans deux sources citées par l'encyclopédie. Cependant, l'une des deux sources citées indirectement, le Baopuzi, donne une lecture assez différente lorsque le texte édité en tant qu'œuvre autonome est consulté. Le Baopuzi décrit en fait le fengshengshou comme une bête qui "ressemble à un diao ; 貂 un caractère utilisé pour désigner un mustélidé comme une martre ou une zibeline, dont le pelage serait d’une couleur sombre et aussi gros qu'un li ; 狸 désignant dans ce contexte le blaireau. Quant aux ressemblances simiesques, selon le Yuheng zhi ([桂海]虞衡志), le fengli est dit ressembler à un hwangyuan (黃猨 ; « gibbon jaune »),, tandis que selon le Youyang zazu (酉陽雜俎 ; "Miscellanées du Youyang") le fengli ressemblait à un singe « ju » ; 狙 », il avait de longs sourcils et avait tendance à être craintif. La bête, également désignée sous le nom de fengmu (風母獸), portait également le nom de pinghou (平猴) ou "singe plat", était décrit comme semblable à un singe, sans poils avec les yeux rouges selon le Nanzhou yiwu zhi, le faisant ressembler au lièvre, du fait que ces derniers pouvaient avoir également des yeux rouges ainsi qu’une petite queue blanche.

### Répartition géographique
Le fengli habitait des endroits tels que le Yong zhou ; 邕州, situé dans l'actuelle Guangxi), une des anciennes provinces (zhou) de Lingnan (régions au sud des "Cinq Chaînes de Montagnes" ; Monts Wuling), et ailleurs plus au sud dans le Lingnan. Il se trouvait également dans certaines régions occidentales du Shu (蜀, archaïque pour Sichuan), dans des zones appelées "la bordure extérieure du Xijao" (蜀西徼外).

### Traits comportementaux
Le fengli ressemble à un lièvre et est petit selon Chen Cangqi, il aurait également la faculté de « capturer le vent », le faisant voyager d’arbre en arbre, à la recherche de fruits à manger,. Cependant, une autre source parle du fengli, désigné sous le nom de fengmu comme un animal se nourrissant d'arthropodes comme des araignées,. Le jiqu était décrit comme se nourrissant d’une substance aromatique appelée xunlu xiang (薰陸香 ; xūn lù xiāng), soit le "francincense indien" (encens indien),   Il s’agit d’oliban/francincense, ou de résine végétale,. Selon un spécialiste des ingrédients de parfumerie, il ne s'agissait probablement que d'une rumeur locale disant que la créature consommait cette résine parfumée.
Les sources mentionnent qu’il se recroqueville comme un hérisson (蝟) pendant la journée, et qu'il devient actif et agile la nuit, ou qu'il vole dans les airs lorsque le vent se lève, ou qu'il "saute très haut avec le vent, franchissant les falaises et passant au-dessus des arbres, comme des oiseaux volant dans les airs", selon le résumé du bencao gangmu.

#### Système de défense
Le bencao gangmu écrit que lorsque la créature rencontre un humain, elle adopte une attitude de soumission et de crainte, "inclinent la tête et semble implorer la pitié", Pour illustrer, dans un ouvrage complètement différent, ce terme est rendu par "frapper sa tête contre le sol" bien qu'une source originale exprime cela d’une manière légèrement différente.
Le fengli (ou fengxing ou fengshengshou) était décrit comme un animal peu résistant, qui semblait mourir facilement dès lors qu’il était frappé, mais ressuscitant immédiatement en orientant sa bouche vers le vent,. Le fengshengshou est réputé être insensible aux lames, imperméable au feu, ne pouvant être tué qu'en réduisant ses os en poudre et en brisant son cerveau. Une autre source raconte qu'il peut également être tué instantanément en bouchant son nez avec du rhizome (racine) de l'acore odorant (Acorus sp) en particulier l'espèce Acorus gramineus (石菖蒲, "acore à feuilles de graminée"),.

#### Outillage magique
Selon le folklore des habitants du sud, le fengli  serait capable d’utiliser divers outils pour se chasser ou se dissimuler des prédateurs : par exemple, il porte toujours objet écrit avec le caractère « 杖 » que l’on peut interprêter comme une baguette ou un petit bâton, qu'il pointe pour rendre les oiseaux ou les autres animaux immobiles ou incapables de voler ou de courir. Lorsqu’un humain obtient ce fameux outil, il peut également l’utiliser pour immobiliser ses propres prises. Mais, le fengli  ne laisse pas facilement son précieux bâton, et si par malheur il viendrai à être capturé, il jette son outil pour ne pas qu’il soit trouvé par ses ravisseurs. Çe n’est que sous la contrainte, après l’avoir frappé une centaine de fois ou bien après l’avoir frappé suffisamment sévèrement que l'animal finit par indiquer où se trouve sa baguette.
Selon les experts dans l'art de traiter les « maladies du vent ». Cette baguette serait en fait, un brin d'herbe comme les autres, d’une taille d’un peu plus de 1 chi (pied chinois), que le fengli trouve au hasard avant de le casser pour son usage.
D'autres sources rapportent que le fengli, possèderai un autre outil : le yixingcao (翳形草, traduit par herbe qui rend invisible (un type d'herbe d'invisibilité, qui serait bien plus difficle à obtenir que la baguette.

### Utilisation
L'urine de l'animal est également réputée traiter le « grand vent » (大風, une manière ancestrale de désigner la lèpre). Certaines maladies étaient attribuées au vent, d’où l'efficacité supposée de l'urine de cette créature. Cette dernière était décrite comme ressemblant à du lait et difficile à obtenir, mais elle peut être récoltée si la créature est élevée en captivité.
Les organes du fenglì et plus particulièrement son cerveau étaient également utilisés dans la médecine traditionnelle chinoise : Le mélange de ce remède concocté à partir de cet organe, macéré dans de l’alcool, censé traiter les « maladies du vent », selon le Lingnan yiwuzhi., en y ajoutant des fleurs de chrysanthème, ce « médicament » prolongerait la vie (de 500 ans) après l'administration de 10 jin (livres chinoises). Cette supposé augmentation de la longévité conféré par le cerveau de l’animal était probablement due à la croyance selon lesquelles, les immortels (xianren) étaient également capables de voler de la même manière que le fengli, selon le commentaire de Minakata Kumagusu

## Au Japon

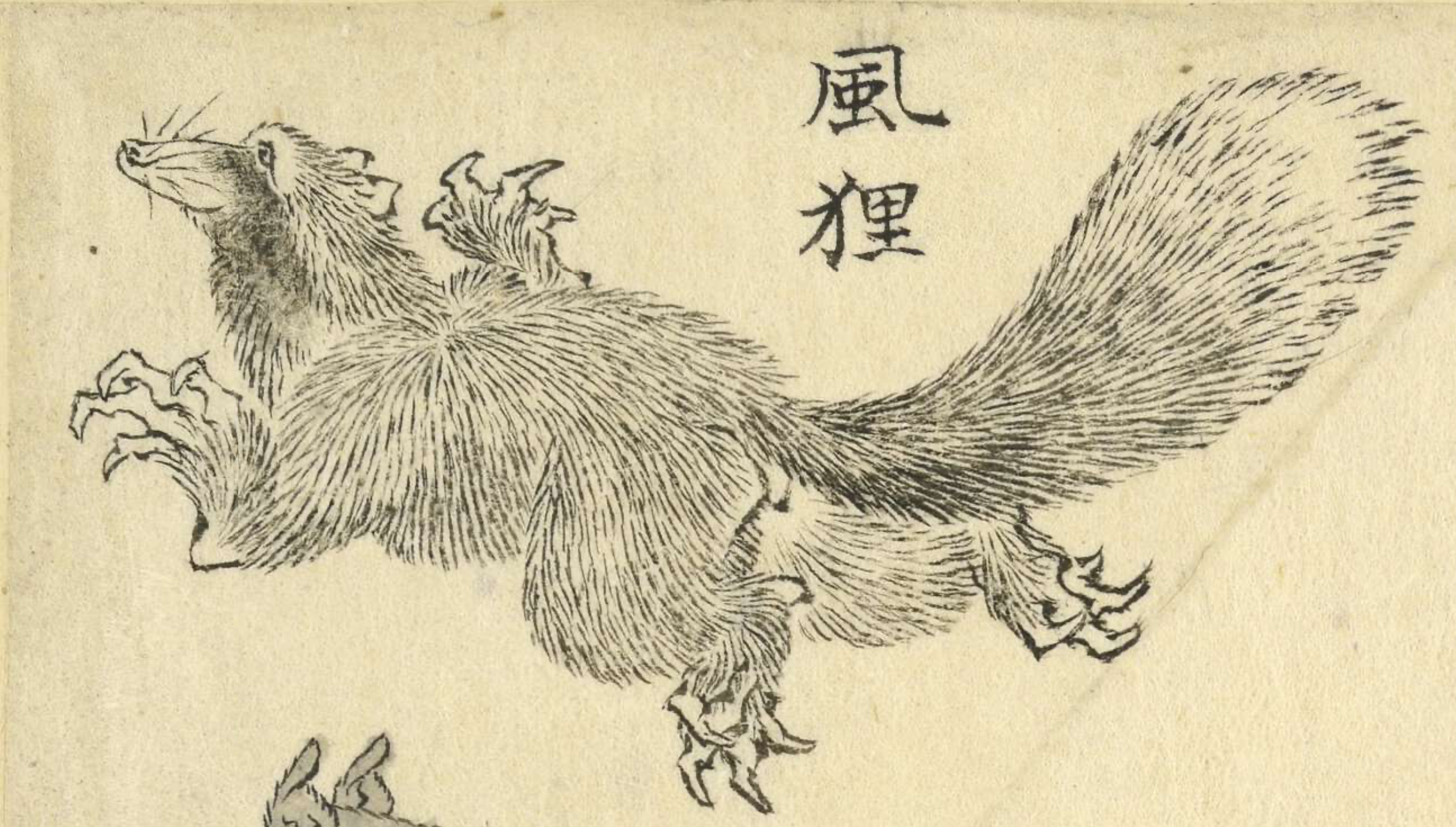
Un kazetanuki (風狸), sous la forme d’un chien viverrin volant, dans une édition du Wakan sansai zue de 1820, par Katsushika Hokusai.

Au Japon à l’époque d’Édo, ce caractère lí ; 貍 était déjà utilisé pour désigner le chien viverrin sous son nom de tanuki dans le centre du Japon. Dans le Wakan sansai zue, paru en 1712, la créature est mentionne juste après le tanuki où il conserve les mêmes caractères que dans le Bencao Gangmu, où il est désigné sous le nom de fūri, mais dont la prononciation japonaise est celle de kazetanuki (風貍/かぜたぬき) ou « tanuki du vent »,.
Les différentes dénominations utilisées pour désigner la créature en Chine ont également été traduites en japonais : Les noms fengmu, fengshengshou, pinghou et jiqu sont respectivement traduits en japonais sous les noms de fūbo (風母), fūseijū (風生獸), heikō (平猴) et kikkutsu ou kekkutsu(狤𤟎).
Le fengli (fūri) n'était pas une créature connue au Japon selon Terajima Ryōan ; 寺島良安 dans son Wakan sansai zue, cependant Negishi Yasumori ; 根岸鎮衛, l'auteur du Mimibukuro ; 耳嚢, pensait que c'était simplement une « espèce de tanuki » parmi d’autres de ceux également cités dans les encyclopédies de la période Édo, et estimait que des rencontres avec cet animal, le fūri, au Japon avaient été documentées,. Toutefois, dans certain dialectes locaux, le nom fūri et les caractères 風狸 associés, pouvaient également être associé à d’autres créatures du folklore japonais, comme le kamaitachi.

## Identification avec la faune réelle

### Civettes palmistes
La traduction japonaise du Bencao gangmu (Honzō kōmoku) de Suzuki en 1931 indique que le nom scientifique de cette créature est incertain, mais dans « les notes marginales », l'ichtyologiste Shigeru Kimura suggère qu'il pourrait s'agir du musang ou de la Civette palmiste asiatique Un érudit chinois a également exploré la possibilité que la Civette masquée (Paguma larvata, nom chinois : 果子狸 guozili) soit attestée sous le nom de fuli dans les écrits chinois classiques.

### Loris lents

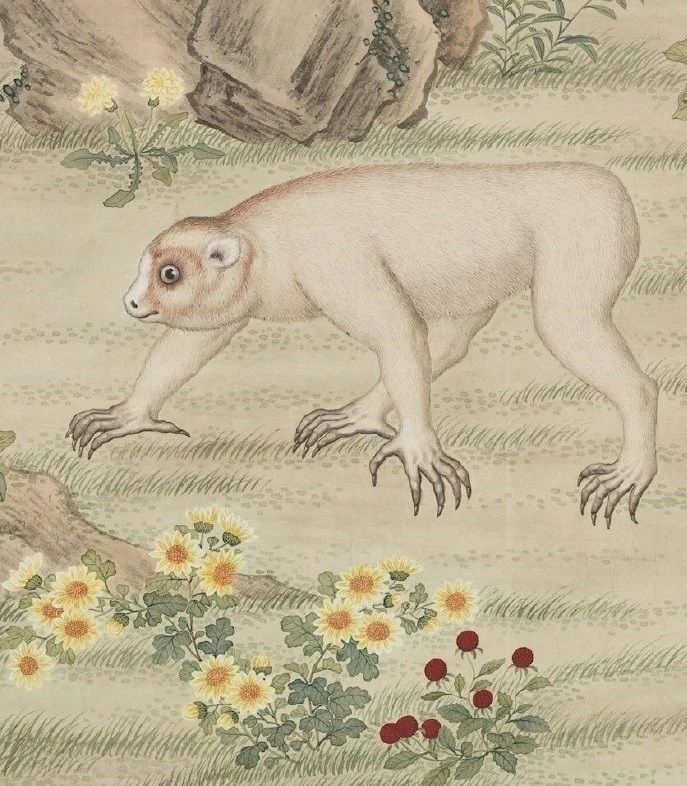
Illustration du fengxing marchant à quatre pattes, par Ignace Sickelpart.

Le prêtre jésuite allemand Ignatius Sichelbart (chinois : 艾啓蒙), qui a servi comme peintre à la cour des empereurs Qing, a peint le Fengxing tu avec un réalisme détaillé, dont l’aspect de l’animal dessiné correspond au Loris lent.L'identification du fenglì avec le loris lent apparaît dans le Materia Medica de Bernard Emms Read, bien qu'il ait utilisé le nom chinois de l'animal, lan hou (chinois simplifié : 树懒 ; chinois traditionnel : 懒猴), qu'il a traduit littéralement par "singe paresseux". L'opinion selon laquelle le fengli appartient au genre des loris lents (懶猴属) Nycticebus est également énoncée dans un article de Tochio (2004), un spécialiste de l'histoire des sciences naturelles.

### Écureuil volant géant
Une identification hypothétique avec le pétauriste roux (Petaurista petaurista : chinois : 棕鼯鼠) a été suggérée par Yang Wuquan,.

### Colugo

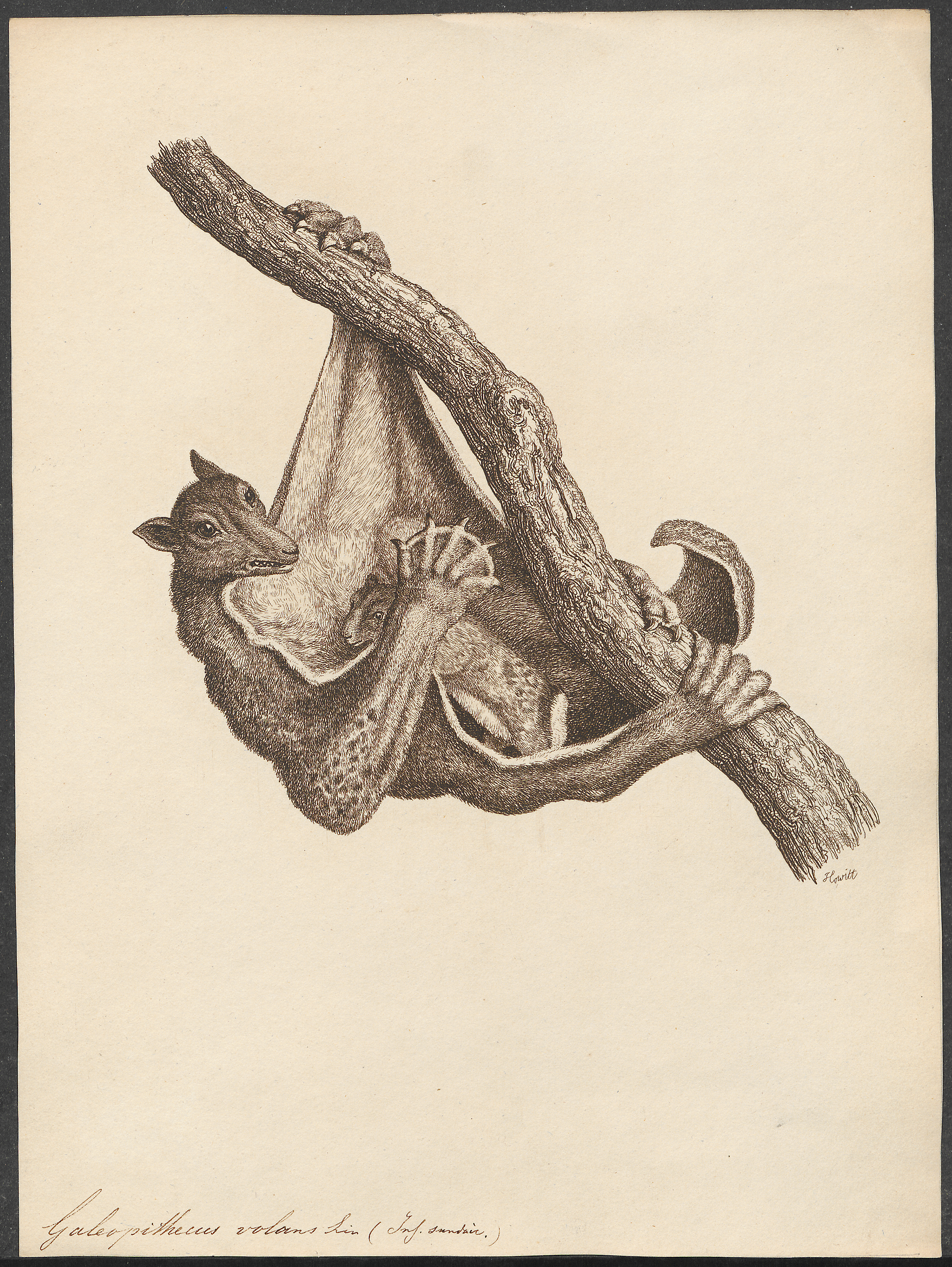
Illustration d’un colugo.

Le fengli dans les écrits a été hypothétiquement identifié comme un colugo, un mammifère semblable à une chauve-souris, selon Minakata Kumagusu (1920). La membrane permettant au colugo de planner, est couverte de fourrure sur sa partie supérieure, contrairement à celle lisse présente chez les chauves-souris. Alors que le fengli (fūri) peut être identifié au colugo, une créature volante appelé  nobusuma ; 野衾 pourrait être identifié au musasabi ou au Grand écureuil volant du Japon (Petaurista leucogenys), selon certaines auteurs japonais

### Articles annexes
- Liste des yōkai